# Brodzikowo
Brodzikowo (dawniej Mariewo,  niem. Marienhof) – osada w Polsce położona w województwie warmińsko-mazurskim, w powiecie mrągowskim, w gminie Mrągowo. Miejscowość wchodzi w skład sołectwa Boże. W latach 1975–1998 miejscowość administracyjnie należała do województwa olsztyńskiego.
Osada nazywana była także jako Mariewo lub Marynowo.

## Historia
Osada powstała w XIX w. jako wybudowanie (kolonia) Wyszemborka. Około 1900 roku majątek ziemski obejmował 11 włók. Po 1945 r. utworzono tu PGR. W 1973 roku Brodzikowo należało do sołectwa Boże.